# Anagyrus fatimae
Anagyrus fatimae is een vliesvleugelig insect uit de familie Encyrtidae. De wetenschappelijke naam is voor het eerst geldig gepubliceerd in 1993 door Fatima & Agarwal.